# Tristão da Cunha

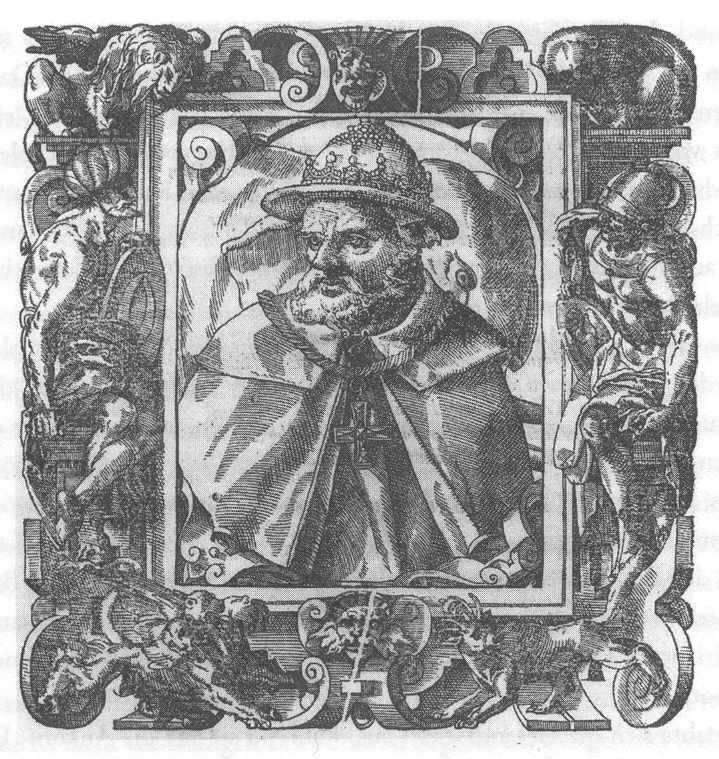
Tristão da Cunha
(1575), gravure, Bazel

Tristão da Cunha soms gespeld als Tristão d'Acunha of Tristan da Cunha (ca. 1460 – ca. 1540), was een Portugees admiraal en ontdekkingsreiziger.
Tristão da Cunha had de leiding van een expeditie met de opdracht de Portugese overheersing in Azië en Afrika te versterken. Op zijn reis naar Kaap de Goede Hoop, was hij na het aandoen van Brazilië veel te lang naar het zuiden blijven varen. Toen zijn bemanning echter bevriezingsverschijnselen aan de tenen begon te krijgen besloot hij zijn koers te corrigeren in noordoostelijke richting, waarna hij bij toeval in het zuiden van de Atlantische Oceaan een eilandengroep ontdekte waarvan hij het grootste en meest indrukwekkende naar zichzelf vernoemde: Tristan da Cunha (1506). Hij ging er niet aan land omdat de zee er te gevaarlijk was.
In 1513 was Tristão da Cunha leider van een missie naar paus Leo X, die gunstig gestemd moest worden vanwege de aanspraken die Portugal maakte op de Molukken.
Op de achtergrond van de gravure (rechts) met zijn portret, een illustratie uit het boek Elogi virorum bellica illustrium van Paolo Giovio uit 1575, is Hanno de olifant te zien.